# United (Marvin Gaye & Tammi Terrell)
United è un album del duo di cantanti statunitensi Marvin Gaye e Tammi Terrell, pubblicato nel 1967 dall'etichetta discografica Tamla-Motown Records.
United è il primo dei tre album del duo Marvin Gaye e Tammi Terrell e molto probabilmente il meglio riuscito. Tre grandi successi  "Ain't No Mountain High Enough," "If I Could Build My World Around You," e "Your Precious Love" hanno portato l'album al numero 29 in classifica, la posizione più alta mai raggiunta dal duo.

## Tracce

### Lato A
1. Ain't No Mountain High Enough (Nickolas Ashford, Valerie Simpson) - 2:32
2. You Got What It Takes (Berry Gordy, Jr., Gwen Gordy, Tyran Carlo) - 2:59
3. If I Could Build My Whole World Around You (Harvey Fuqua, Johnny Bristol, Vernon Bullock) - 2:26
4. Somethin' Stupid (C. Carson Parks) - 2:46
5. Your Precious Love (Ashford, Simpson) - 3:07
6. Hold Me Oh My Darling (Harvey Fuqua) - 2:50

### Lato B
1. Two Can Have a Party (Johnny Bristol, Fuqua, Thomas Kemp) - 2:19
2. Little Ole Boy, Little Ole Girl (Fuqua, Etta James, Brook Benton) - 2:46
3. If This World Were Mine (Marvin Gaye) - 2:46
4. Sad Wedding (Bristol, Jackey Beavers) - 3:27
5. Give a Little Love (Bristol, Fuqua, Clyde Wilson) - 3:01
6. Oh How I'd Miss You (Hal Davis, Frank Wilson, Vance Wilson) - 2:37

## Musicisti

### Artista
- Marvin Gaye - voce, cori, pianoforte, mellotron, percussioni
- Tammi Terrell, voce, cori

### Altri musicisti
- Conduzione orchestra ed arrangiamenti di David Van De Pitte
- cori:
- Harvey Fuqua
- Johnny Bristol
- The Originals
- The Andantes (Jackie Hicks, Marlene Barrow, & Louvain Demps)
- The Spinners
- The Funk Brothers
- Strumenti suonati dai The Funk Brothers
  - James Jamerson – basso
  - Earl Van Dyke – pianoforte
  - Bob Babbitt – basso
  - Joe Messina – chitarra
  - Robert White – chitarra
  - Eli Fountain – sassofono alto
  - Wild Bill Moore – sassofono tenore
  - Chet Forest – batteria